# 索洛馬希內
51°31′1″N 33°29′30″E / 51.51694°N 33.49167°E
索洛馬什內（烏克蘭語：Соломашине）是位於烏克蘭東北部的村莊，由蘇梅州科諾托普區的克羅萊韋茨市鎮負責管轄。該村距離扎戈里夫卡和霍門科韋1公里，海拔高度207米，2001年人口42。